# Dragoljub Čirić
Dragoljub Miladin Čirić, cyr. Драгољуб Ћирић (ur. 12 listopada 1935 w Nowym Sadzie, zm. 16 sierpnia 2014) – serbski szachista, arcymistrz od 1965 roku.

## Kariera szachowa
W latach 60. XX wieku należał do czołówki jugosłowiańskich szachistów. W 1966 i 1968 r. dwukrotnie wystąpił na szachowych olimpiadach (w 1968 zdobywając wraz z drużyną srebrny medal), natomiast w 1961 i 1965 – na drużynowych mistrzostwach Europy, na których zdobył 3 medale (dwukrotnie srebrne wraz z zespołem oraz złoty w 1961 r. za indywidualny wynik na VII szachownicy). Był również (w 1962 r.) srebrnym medalistą drużynowych mistrzostw świata studentów.
Jedne z największych sukcesów na arenie międzynarodowej odniósł w turniejach Bosna w Sarajewie, dwukrotnie dzieląc I m. (1966, wspólnie z Michaiłem Talem, przed m.in. Borislavem Ivkovem, Ludkiem Pachmanem, Milanem Matuloviciem i Aleksandrem Kotowem) oraz 1968, wspólnie z Anatolijem Lejnem, przed m.in. Nikołajem Krogiusem, Lubomirem Kavalkiem i Laszlo Barczayem). Inne znaczące wyniki:
- dz. II m. w Belgradzie (1963, za Milanem Matuloviciem, wspólnie z Dragoljubem Miniciem),
- III m. w Soczi (1965, memoriał Michaiła Czigorina, za Wolfgangiem Unzickerem i Borysem Spasskim),
- dz. I m. w Reggio Emilii (1966/67, wspólnie z Victorem Ciocalteą),
- III m. w Beverwijk (1967, turniej Hoogovens, za Borysem Spasskim i Anatolijem Łutikowem),
- dwukrotnie dz. III m. w turnieju IBM w Amsterdamie (1967, za Lajosem Portischem i Aleksandrem Kotowem, wspólnie z Kickiem Langewegiem oraz 1968, (za Lubomirem Kavalkiem i Walterem Browne, wspólnie z Hansem Ree, Levente Lengyelem, Kickiem Langewegiem i Leonidem Szamkowiczem),
- I m. w Čačaku (1991, turniej B).

Najwyższy ranking w karierze osiągnął 1 lipca 1971 r., z wynikiem 2490 punktów dzielił wówczas 82-94. miejsce na światowej liście FIDE, jednocześnie dzieląc 8-13. miejsce wśród jugosłowiańskich szachistów.